# Заручев'є (Тихвінський район)
Заручев'є (рос. Заручевье) — присілок у Тихвінському районі Ленінградської області Російської Федерації.
Населення становить 15 осіб. Належить до муніципального утворення Мелегежське сільське поселення.

## Історія
Населений пункт розташований на історичній Новгородській землі, знищеній Московським царством у 15 столітті.
Згідно із законом від 1 вересня 2004 року № 52-оз належить до муніципального утворення Мелегежське сільське поселення.

## Населення
| 1879 | 1885 | 1910 | 1928 | 1961 | 1997 | 2002 |
| ---- | ---- | ---- | ---- | ---- | ---- | ---- |
| 199  | ↗216 | ↗323 | ↘205 | ↘98  | ↘21  | ↗30  |
| 2007 | 2010 |      |      |      |      |      |
| ↘3   | ↗15  |      |      |      |      |      |